# Don Hewitt
Pour les articles homonymes, voir Hewitt.
Don Hewitt (né le 14 décembre 1922 à New York, New York (États-Unis), mort le 19 août 2009) est un  réalisateur, scénariste et producteur de télévision américain.

## Filmographie

### Comme producteur
- 1962 : CBS Evening News with Walter Cronkite (série télévisée)
- 1968 : 60 Minutes
- 2002 : TV Land Legends: The 60 Minutes Interviews (série télévisée)

### Comme réalisateur
- 1948 : Presidential Timber (série télévisée)
- 1951 : See It Now (série télévisée)

### Comme scénariste
- 1968 : 60 Minutes